# Personal Rapid Transit

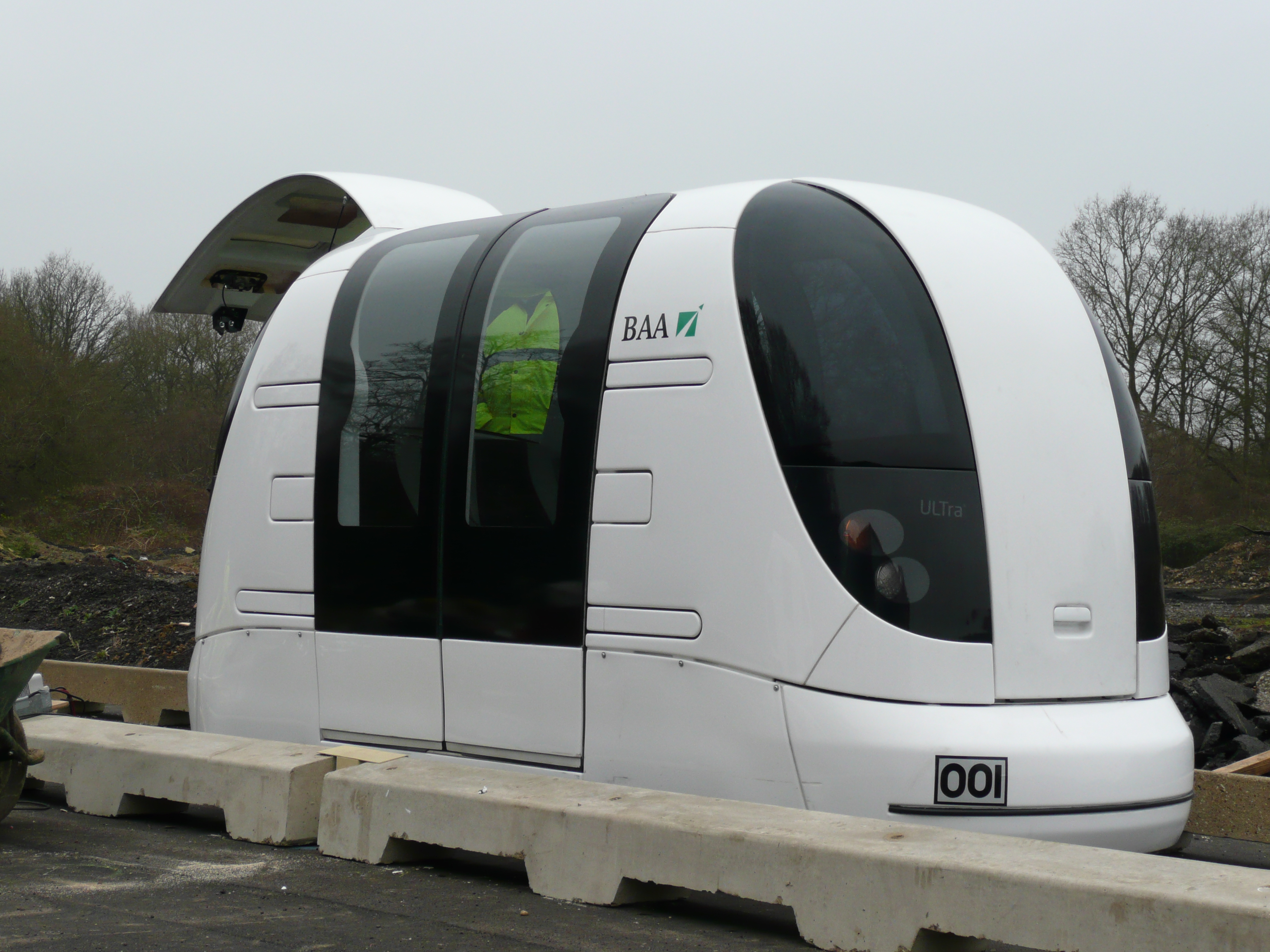
Pojazd systemu ULTra na testowej trasie

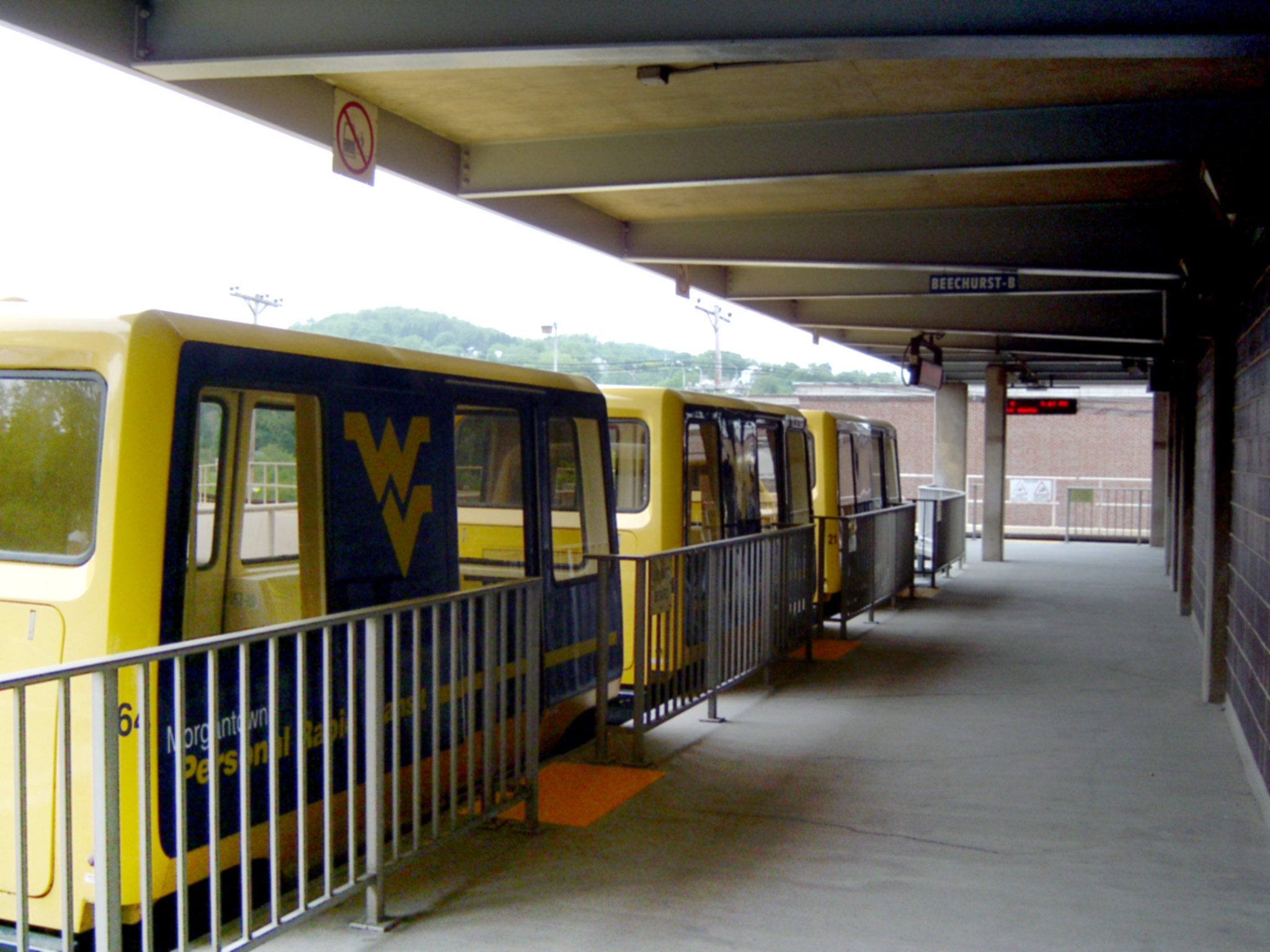
Pojazd systemu Morgantown PRT

Personal Rapid Transit – koncepcja energooszczędnego, zindywidualizowanego transportu miejskiego lub podmiejskiego. Powstała w oparciu o niewielkie elektryczne 2-3 osobowe pojazdy (sterowane komputerowo), dostępne na żądanie po wprowadzeniu adresu miejsca docelowego. Pojazdy poruszają się po specjalnie przygotowanych i zabezpieczonych trasach (naziemnych, podwyższonych lub podwieszonych), oddzielonych wielopoziomowo od tradycyjnych ulic bez zatrzymywania się na pośrednich przystankach/stacjach.
Ruch kontrolowany jest komputerowo, a liczba pojazdów ograniczona, dzięki czemu nie ma możliwości wystąpienia zatłoczenia (korków) ani kolizji. Podróże odbywają się nieprzerwanie do miejsc przeznaczenia wybranych przez pasażerów. Nie istnieją rozkłady jazdy ani wyznaczone trasy przejazdów. Pasażer decyduje o czasie rozpoczęcia i miejscu zakończenia podróży. Komputer znajduje optymalną ścieżkę do miejsca przeznaczenia dla każdego pasażera, unikając kolizji i utrzymując bezpieczne odległości pomiędzy pojazdami. W odróżnieniu od pojazdów autonomicznych, które poruszają się będą po całym szerokim systemie drogowym danego kraju, tu trasy są ściśle zamknięte.
Do niedawna jedynym funkcjonującym pseudo-PRT (ponieważ jest to transport grupowy, z przystankami pośrednimi oraz stałymi trasami) był:
- Morgantown PRT (Stany Zjednoczone) zbudowana w latach 70. i działająca do dzisiaj[2].

Aktualnie funkcjonującym systemem PRT jest także (brak przystanków pośrednich, możliwość wyboru przystanku docelowego):
- ULTra (Wielka Brytania), Heathrow. Pasażerowie mają możliwość bezpłatnej podróży z terminalu 5 Heathrow na dwie stacje, znajdujące się na odległym parkingu samochodowym. Istniejące połączenie autobusowe zostało skasowane i całkowicie zastąpione przez PRT[3].

Na świecie znanych jest wiele projektów osobistego transportu.
Najbardziej znane to:
- ULTra (Londyn, Wielka Brytania) obsługuje lotnisko Heathrow w Londynie[5],
- CabinTaxi (Detroit, USA),
- Coaster (GRT system), Austria[6],
- CompuCar (Niemcy),
- FLYWAY (Szwecja),
- Higherway (Vancouver, USA),
- Magtube (Kalifornia, USA),
- MicroRail (Ft. Worth, USA),
- MISTER (Polska) / Metrino PRT (Nowa Zelandia)[7],
- MonicPRT (Singapur),
- JPods (Minneapolis, USA),
- Pathfinder (Detroit, USA),
- ParkShuttle (Holandia),
- POSTECH PRT (Korea Południowa),
- The Serpentine (Szwajcaria),
- SkyCab (Szwecja),
- SkyTaxi (Rosja)[8],
- SkyTran (Los Angeles, USA),
- Skyweb Express (Minneapolis, USA, produkt Taxi 2000 Corporation),
- Vectus PRT (Szwecja/Korea)[9],
- Y-Rail PRT (or GRT).

W ostatnim czasie zostały zrealizowane jako prototyp lub pełnowymiarowy model demonstracyjny tylko 4 projekty (ULTra, VECTUS, COASTER i MISTER).